# AEGEE
AEGEE (francouzsky Association des États Généraux des Étudiants de l'Europe) je jednou z největších Evropských interdisciplinárních studentských organizací. AEGEE je nezisková, politicky nezávislá, otevřená studentům a mladým lidem ze všech studijních oborů. Byla založena v roce 1985 v Paříži, v současné době má zhruba 13 000 členů v 147 univerzitních městech a 40 zemích po celé Evropě (včetně Ruska, Turecka a Kavkazu).
AEGEE usiluje o demokratickou a rozmanitou Evropu bez hranic, která je sociálně, ekonomicky a politicky jednotná a zároveň podporuje zapojení mladých lidí do jejího budováni a rozvoje.
AEGEE umožňuje mladým lidem a studentům získat aktivní roli ve společnosti. Vytváří pro ně prostor pro dialog, příležitost k neformálnímu vzdělávání a osobnímu rozvoji. AEGEE posiluje vzájemné porozumění a přibližuje Evropu mladým lidem.
V Česku existují 3 pobočky AEGEE-Praha, AEGEE-Brno, AEGEE-Plzeň.

## Struktura
AEGEE má jednou ročně volené Evropské vedení, tzv. Comité Directeur, které sídlí v Bruselu a množství pracovních skupin na Evropské úrovni. Základní jednotkou celého AEGEE je lokální pobočka tzv. anténa. Aktivní členové se potkávají dvakrát ročně na jaře a na podzim na valném shromáždění které se nazývá Agora, která je organizována pokaždé jinou anténou. Většina kandidátů na pozice na Evropské úrovni je volena na Agoře, která také ratifikuje vznik a zánik antén, pracovních skupin a projektů. Druhou nejdůležitější událostí je tzv. European Planning Meeting (EPM), na které se rozvíjí projekty a kampaně. Běžně bývá organizována v období zimy. Během EPM, AEGEE také pracuje na vývoji strategického plánu a akční agendy pro celou síť organizace AEGEE.
Organizace nemá žádnou národní úroveň, pouze jednotlivé lokální antény a nad nimi je Evropská úroveň AEGEE-Europe.
Jednotlivé pobočky jsou podporovány tzv. Network Commission, která je tvořena skupinou zkušených členů. Členové Network Commission jsou voleni na Agoře a pomáhají organizační síti v růstu a rozvoji. Poskytují rady, školení a praktickou pomoc nad oblastmi lidských zdrojů a event managementu. Každý člen Network Commission je zodpovědný za určitou část antén napříč několika národními státy. Uskupení těchto antén (tzv. network area) se může na každé Agoře měnit, tak aby se nevytvořilo fixní národní nebo regionální uskupení.
Každá anténa je separátní právnickou osobou podle místních zákonů, nikoliv přímo pod kontrolou Comité Directeur. Avšak, aby se anténa stala součástí sítě AEGEE musí mít stanovy, které obsahují principy AEGEE a musí si tyto stanovy nechat zkontrolovat a schválit od Comité Directeur a Jurisdical Commission. Následně je podepsána smlouva Convention d'Adhésion, která se uzavírá mezi lokální anténou a AEGEE-Europe a pobočka se tímto stává oficiálně členem AEGEE sítě. V případě závažného porušení AEGEE principů, či neaktivitě hrozí lokální anténě vypovědění této smlouvy.
Většina místních AEGEE akce je otevřena i nečlenům, avšak pro účast na projektu Summer University je členství vyžadováno. Stejně tak je vyžadováno členství pro účast na statutárních shromážděních jako je Agora nebo EPM.
Současné vedení Comité Directeur má následující složení:
| Pozice                                                      | Jméno                  | AEGEE-Anténa         | Národnost  |
| ----------------------------------------------------------- | ---------------------- | -------------------- | ---------- |
| Prezident                                                   | Diederik de Wit        | AEGEE-Eindhoven      | Nizozemská |
| Generální tajemník                                          | Veronika Chmelárová    | AEGEE-London         | Slovenská  |
| Viceprezident, ředitel sítě poboček a vnitřních záležitosti | Marija Valentina Žuvić | AEGEE-Zagreb         | Chorvatská |
| Ředitel pro tematiku a partnerství                          | Elena Efremova         | AEGEE-Rostov-na-Donu | Ruská      |
| Ředitel pro komunikaci                                      | Kutay Kaya             | AEGEE-Eskişehir      | Turecká    |

## Historie

### 1985
Sdružení vzniklo 16. dubna 1985 v důsledku konference EGEE 1 (États Généraux des Étudiants de l'Europe), kdy uspořádalo první akci v Paříži: shromáždění studentů z Paříže, Leidenu, Londýna, Madridu, Milána a Mnichov, které uspořádal zakládající prezident Franck Biancheri ve spolupráci s pěti Grandes Écoles v Paříži. Jeho cílem bylo překonat ochromení v té době evropského integračního procesu. Celý proces vedl Franck Biancheri a brzy všichni zúčastnění studenti chtěli proměnit konferenci EGEE na organizaci, která bude platformou pro mladé Evropany. Cílem zakladatelů bylo vytvořit prostor pro mladé Evropany, aby diskutovali o evropských záležitostech a prezentovali své nápady evropským i národním institucím.
Vzhledem k jedinečnosti myšlenky v té době dokázala organizace EGEE motivovat mnoho studentů k založení antén ve svých městech.

### 1986
Byly vytvořeny tři pracovní skupiny EGEE: sponzoring, stáže a studium jazyků.
EGEE pořádá konferenci o přeshraničním vývoji v Nijmegenu.
Na začátku akademického roku má EGEE 26 poboček a 6 000 členů.
EGEE pořádá v Heidelbergu konferenci o vztazích mezi Dálným východem a Evropou.
EGEE pořádá v Toulouse první evropský vesmírný víkend.
EGEE pořádá v Paříži konferenci o farmaceutickém průmyslu v Evropě.
EGEE pořádá v Mnichově konferenci o evropském měnovém systému.
EGEE organizuje společně s deníkem Le Monde Noc 7 evropských měst vysílání politických debat o budoucnosti Evropy mezi studenty a politiky na vysoké úrovni v sedmi různých městech.

### 1987
EGEE přesvědčuje francouzského prezidenta Françoise Mitterranda, aby podpořil financování programu Erasmus, výměnného programu studentů financovaného Evropskou komisí.
Odblokování programu ERASMUS je považováno za hlavní úspěch sdružení a to: Domenico Lenarduzzi, vedoucí vzdělávání Evropské komise v té době (1984–87), v tomto rozhovoru potvrdil  vytvoření programu Erasmus a role AEGEE.
EGEE pořádá v Madridu Evropský týden u příležitosti prvního výročí vstupu Španělska a Portugalska do Evropského společenství.